# Linea alba
De linea alba is een witte lijn op de wangslijmvliezen ter hoogte van het kauwvlak van de tanden. Een ander benaming voor dit verschijnsel is morsicatio.
Histologisch is door wrijving een plaats ontstaan met een verhoogde verhoorning, hyperkeratose genaamd.
Klinisch manifesteert zich dat als een witte lijn, die verder ongevaarlijk is en geen behandeling nodig heeft.